# Лози (народ)
Лозите са народ населяващ предимно район Баротселенд в Замбия, също така голям техен брой населява Намибия (Ивица Каприви), Зимбабве и Ангола. Лозите спадат към народите банту, както техния език лози, който е подразеделие на езиците банту.
| Портал | Портал „Африка“ съдържа още много статии, свързани с Африка. Можете да се включите към Уикипроект „Африка“. |